# Styliana Ioannidu
Styliana Ioannidu (17 de diciembre de 2003) es una deportista de Chipre que compite en atletismo. Ganó una medalla de bronce en el Campeonato Mundial de Atletismo Sub-20 de 2021, en la prueba de salto de altura.